# 320er
Portal Geschichte | Portal Biografien | Aktuelle Ereignisse | Jahreskalender | Tagesartikel

◄ |
3. Jh. |
4. Jahrhundert
| 5. Jh. | ►

◄ |
290er |
300er |
310er |
320er
| 330er | 340er | 350er | ►

320 |
321 |
322 |
323 |
324 |
325 |
326 |
327 |
328 |
329

## Ereignisse
- 321: Einführung des dies soli (Sonntag) als allgemeiner Ruhetag.
- 324: Schlacht bei Adrianopel und Chrysopolis (Hellespont) aus der Konstantin siegreich hervorgeht und damit Licinius zur Abdankung zwingt.
- 325: Die Mailänder Vereinbarung wird von Konstantin auf das gesamte römische Reich ausgedehnt und sichert ihm die Unterstützung der Christen.
- 325: Konstantin erhebt das Christentum zur Reichsreligion.
- 325: Erstes Konzil von Nicäa – Nach einem Machtwort des Kaisers Konstantin I. wird der Arianismus verdammt und die Verbannung arianischer Geistlicher und die Verbrennung arianischer Schriften angeordnet. Das Nicäanische Glaubensbekenntnis bekräftigt die von Athanasius vertretenen Glaubensgrundsätze (Trinität). Das Datum des Osterfestes wird verbindlich auf den Sonntag nach dem Frühlingsvollmond festgelegt.
- 325: Konstantin I. lässt seinen Mitkaiser und Schwager Licinius hinrichten und wird damit alleiniger Herrscher des römischen Reiches.
- 326: Byzantion wird von Konstantin unter dem Namen Konstantinopel zur Hauptstadt des römischen Reiches und zur Residenz erhoben.